# Сілвертон (Колорадо)
Сілвертон (англ. Silverton) — місто (англ. town) в США, в окрузі Сан-Хуан штату Колорадо. Населення — 622 особи (2020).

## Географія
Сілвертон розташований за координатами 37°48′40″ пн. ш. 107°39′53″ зх. д. / 37.81111° пн. ш. 107.66472° зх. д. (37.811092, -107.664643).  За даними Бюро перепису населення США в 2010 році місто мало площу 2,19 км², уся площа — суходіл.

### Клімат
| Клімат : Сілвертон                           | Клімат : Сілвертон | Клімат : Сілвертон | Клімат : Сілвертон | Клімат : Сілвертон | Клімат : Сілвертон | Клімат : Сілвертон | Клімат : Сілвертон | Клімат : Сілвертон | Клімат : Сілвертон | Клімат : Сілвертон | Клімат : Сілвертон | Клімат : Сілвертон | Клімат : Сілвертон |
| Показник                                     | Січ.               | Лют.               | Бер.               | Квіт.              | Трав.              | Черв.              | Лип.               | Серп.              | Вер.               | Жовт.              | Лист.              | Груд.              | Рік                |
| Середній максимум, °C                        | 1,1                | 2,6                | 4,8                | 8,5                | 14,2               | 19,9               | 22,8               | 21,4               | 18,2               | 12,8               | 6,2                | 1,7                | 11,2               |
| Середній мінімум, °C                         | −18,8              | −17,2              | −13,3              | −7,5               | −3,1               | −0,1               | 3,3                | 2,9                | −0,9               | −5,6               | −12,5              | −17,7              | −7,6               |
| Норма опадів, мм                             | 43                 | 44                 | 58                 | 44                 | 37                 | 35                 | 69                 | 79                 | 71                 | 59                 | 38                 | 44                 | 622                |
| -------------------------------------------- | ------------------ | ------------------ | ------------------ | ------------------ | ------------------ | ------------------ | ------------------ | ------------------ | ------------------ | ------------------ | ------------------ | ------------------ | ------------------ |
| Джерело: The Western Regional Climate Center |                    |                    |                    |                    |                    |                    |                    |                    |                    |                    |                    |                    |                    |

## Демографія
Згідно з переписом 2010 року, у місті мешкало 637 осіб у 319 домогосподарствах у складі 142 родин. Густота населення становила 290 осіб/км².  Було 501 помешкання (228/км²).
Расовий склад населення:
| - 92,5 % — білих - 1,3 % — азіатів - 0,3 % — корінних американців - 3,6 % — осіб інших рас |

До двох чи більше рас належало 2,4 %. Частка іспаномовних становила 12,1 % від усіх жителів.
За віковим діапазоном населення розподілялося таким чином: 17,4 % — особи молодші 18 років, 70,0 % — особи у віці 18—64 років, 12,6 % — особи у віці 65 років та старші. Медіана віку мешканця становила 44,2 року. На 100 осіб жіночої статі у місті припадало 124,3 чоловіків;  на 100 жінок у віці від 18 років та старших — 115,6 чоловіків також старших 18 років.
Середній дохід на одне домашнє господарство  становив 42 078 доларів США (медіана — 35 699), а середній дохід на одну сім'ю — 56 465 доларів (медіана — 46 875). Медіана доходів становила 26 458 доларів для чоловіків та 22 083 долари для жінок. За межею бідності перебувало 18,1 % осіб, у тому числі 18,3 % дітей у віці до 18 років та 5,9 % осіб у віці 65 років та старших.
Цивільне працевлаштоване населення становило 299 осіб. Основні галузі зайнятості: роздрібна торгівля — 23,4 %, будівництво — 19,4 %, мистецтво, розваги та відпочинок — 18,1 %.